# Forevigt
Forevigt er Hans Philips debutalbum som solokunstner, der blev udgivet den 17. marts 2019.

## Baggrund
Siden Ukendt Kunstner i august 2017 havde Hans Philip ikke udgivet musik.
Han udgav første single "Siger Ingenting" på YouTube den 10. marts 2019. Dele af sangen var forinden offentliggjort på Instagram af Kesi, Jens Ole McCoy og Hans Philip selv. Den 15. marts 2019 udgav han sin anden solosingle "Dagdrøm [1]", men en eventuel udgivelsesdato for et album eller en EP var på daværende tidspunkt endnu ikke offentliggjort.
Han udgav den 17. marts 2019 uden forvarsel sit album på ni sange, hvorpå både “Siger Ingenting” og “Dagdrøm [1]” var inkluderet, der modsat tiden i Ukendt Kunstner ikke var produceret af Jens Ole McCoy.

## Spor
| #  | Titel                      | Sangskriver(e)                                          | Længde |
| -- | -------------------------- | ------------------------------------------------------- | ------ |
| 1. | "Siger Ingenting"          | Hans Philip, Kops                                       | 3:44   |
| 2. | "Saa Blaa"                 | Hans Philip, Oh Boy!, Tais                              | 5:03   |
| 3. | "Drenge & Piger"           | Hans Philip, Andreas Murga, Mads Muurholm, Tais         | 2:37   |
| 4. | "Dagdrøm [1]"              | Hans Philip, Oh Boy!, Tais                              | 3:56   |
| 5. | "Et Studie i Overtænkning" | Hans Philip, Christian Rohde Lindinger, Jonathan Bremer | 4:51   |
| 6. | "Lyys"                     | Hans Philip, Tais                                       | 5:01   |
| 7. | "Stjerneklarenætterrr"     | Hans Philip, Andreas Murga, Oh Boy!, Tais               | 4:04   |
| 8. | "Dagdrøm [2]"              | Hans Philip                                             | 3:12   |
| 9. | "Tilbage"                  | Hans Philip, Morten McCoy                               | 3:22   |

## Modtagelse
Albummet blev generelt modtaget godt af anmelderne. 
GAFFAs anmelder Jens Dræby gav albummet seks ud af seks stjerner og mente, at Hans Philip havde "[...] lavet ni stykker betagende, solitær søndagsmusik". Han mente i den forbindelse, at "[det er et, red.] aldeles antipoppet album, der lader spændingen stå stille uden noget forløsende drop eller festivalvenlige ørehængere". Musikken vurderede han som "[...] insisterende trommebeat og den generelle fornemmelse af en sang uden vers, der lyder ufærdig", men at albummet "[...] mesterligt ufærdig og endeløs.
Soundvenues anmelder Christian Wolkoff var ligeledes positiv og mente, at "’Forevigt’ lyder nemlig som selvterapi. En mand, der både retrospektivt og lige her, i nuet, prøver at finde hoved og hale i, hvad der dog gik galt. Og hvordan man eventuelt kan fikse det hele igen." Ifølge Soundvenue ligger musikken langt væk fra "[...] Philips fortid i Ukendt Kunstner. Og rent musikalsk har det da også været nødvendigt at finde ind til andet end rapmusikken for at formidle de her skitser fra det menneskelige sind. De her følelser er nødt til at blive formidlet via sang, for det er her, at skrøbeligheden for alvor kommer til syne". Han tildelte albummet fem ud af seks stjerner.